# Йозефіне Штікер
Йозефіне Штікер (нім. Josephine Sticker, 7 липня 1894 — 10 вересня 1960) — австрійська плавчиня.
Бронзова медалістка Олімпійських Ігор 1912 року.